# フェアフィールド郡 (コネチカット州)
フェアフィールド郡（英: Fairfield County）は、アメリカ合衆国コネチカット州の南西隅に位置する郡である。ニューヨークに近いため、州内で最も都市化の進んだ郡である。郡内には人口で州内上位10傑に入る都市が4つある。ブリッジポート市（第1位）、スタンフォード市（第2位）、ノーウォーク市（第6位）、ダンベリー市（第7位）である。郡の人口は95万6446人（2020年）で州内最大である。
アメリカ合衆国行政管理予算局がフェアフィールド郡をブリッジポート・スタンフォード・ノーウォーク都市圏に指定している。ニューヨーク市への通勤者が多いので、ニューヨーク・ニューアーク・ブリッジポート広域都市圏にも含まれている。
郡内にゴールドコーストと呼ばれる地域があることで、2005年のアメリカ合衆国商務省経済分析局統計では一人当たり年収で国内第6位に入った。コネチカット州は国内でも裕福な方の州である。
この裕福な町に加えて低層から中流の労働者階級が住む町もある。裕福な地域よりも人口密度が高く、多様な経済で知られている。
州内の他の7郡と同様にフェアフィールドに郡政府は無く、郡庁所在地も無い。郡は地理的な区域としてのみ参照される。州内では市や町が、消防と救急、教育、雪かきなど地方政府活動の責任がある。隣接する町が特定の資源を共有する場合もある。

## 歴史
フェアフィールド郡となった地域にヨーロッパ人が訪れる以前、多くの小さなインディアン部族が、互いに関連性を持たずに住んでいた。東からポーガセッツ、タンキテク、シワゴニーなどワッピンガー族に属する部族がいた。フェアフィールド郡地域にはパキオク族やポタタック族もいた。オランダ人探検家アドリアン・ブロックが1614年春から初夏にコネチカット海岸を探検し、オンラストという船を建造した。しかし、地域最初のヨーロッパ人開拓者はイングランドからのピューリタンや会衆派教会員だった。コネチカット植民地設立者の一人ロジャー・ラドロー（1590年-1664年）が1639年にフェアフィールドの土地を購入して認可され、また1640年にはノーウォークの土地を購入した。ノーウォークの町としての認可は1651年だった。ラドローがフェアフィールドという名前を選んだとされている。アダム・ブレイクマン（1596年-1665年）によって、ストラットフォードの町が1639年に設立された。ウィリアム・ベアズレー（1605年-1661年）は1639年ストラットフォードの初期開拓者に入っていた。
1666年5月10日、ハートフォードのコネチカット植民地議会の法により、4つの郡が作られた。フェアフィールド郡、ハートフォード郡、ニューヘイブン郡、ニューロンドン郡だった。
当初のフェアフィールド郡にあった町は、ライ、グリニッジ、スタンフォード、ノーウォーク、フェアフィールド、スタンフォードだった。1673年、ウッドベリーが法人化されフェアフィールド郡に付加された。1683年、ニューヨーク植民地とコネチカット植民地の間にその境界について最終合意ができた。その結果、ライの町はニューヨークに移管された。17世紀後半から18世紀、コネチカットの西部で新しい町が幾つか法人化されフェアフィールド郡に追加された。1687年のダンベリー、1709年のリッジフィールド、1711年のニュータウン、1740年のニューフェアフィールドだった。1751年、新たにリッチフィールド郡が設立され、ウッドベリーの町が移管された。1788年ニュータウン、ダンベリー、ニューミルフォードの各町の一部を併せ、ブルックフィールドの町が法人化されたことで、フェアフィールド郡はリッチフィールド郡から領域を譲り受けることになった。これでフェアフィールド郡の領域が確定した。
初期の郡住人には次のようなものがいた。
- ジョセフ・ホーリー（1603年イングランド生まれ、1690年没）、1629年にアメリカに渡り、1650年にストラットフォードに入植した。後にストラットフォードの初代事務官になった。その息子のエフレイムが1683年にトランブルでエフレイム・ホーリー邸を建て、これが現在も個人住宅として残っている。
- トマス・フィッチ（1700年頃-1774年）、ノーウォーク出身、コネチカット植民地総督
- ゴールド・セレック・シリマン（1732年-1790年）、フェアフィールド町出身、アメリカ独立戦争に従軍、1776年に准将、同年のニューヨーク・ニュージャージー方面作戦に参戦

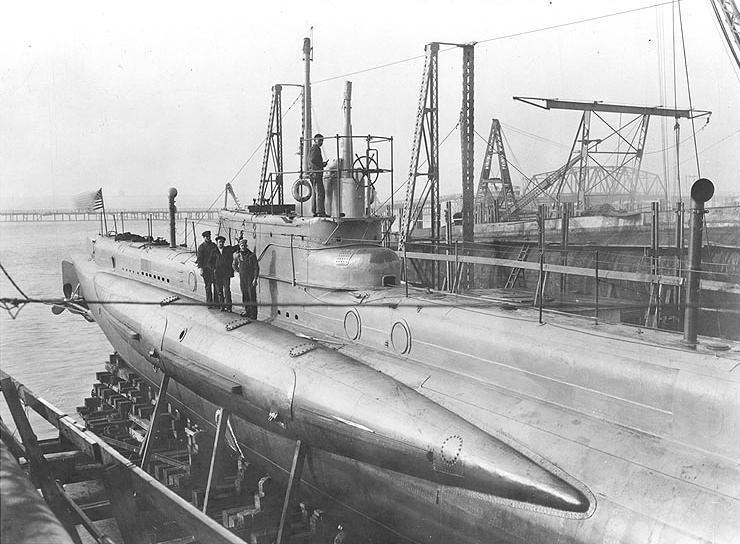
ブリッジポートのレイク・トルペード・ボート社から浮きを付けて最進水する準備をするアメリカ海軍の潜水艦USS G-3、1915年12月9日

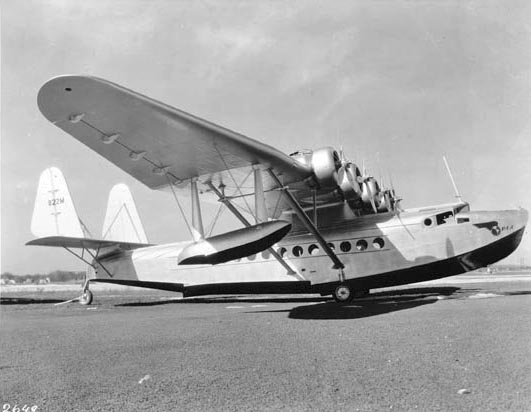
1930年代のシコルスキー S-42、ストラットフォードで建造

アメリカ独立戦争時、コネチカットから莫大な農産物が生産され、非公式ながら「食料の国」と呼ばれるようになった。1777年春、ニューヨーク市にあったイギリス軍総司令官ウィリアム・ハウが、コネチカットから大陸軍に流れる食料を止めるようウィリアム・トライアンに命じた。1777年4月22日、トライアンとヘンリー・ダンカンが26隻の艦船に2,000名の将兵を載せ、ダンベリーの大陸軍補給庫を襲撃するべく、ウェストポートのコンポビーチに上陸した。ストラットフォード生まれの大陸軍少将デイビッド・ウースター（1710年-1777年）がダンベリー補給庫の守備にあたり、僅か700名の部隊で守った。このダンベリー防衛のためにシビル・ルディントンがニューヨークの民兵隊を集めた。このニューヨークの民兵隊にはシビルの父ヘンリー・ルディントン大佐も入っていた。この部隊はダンベリーが燃やされたあとに到着したが、ダンベリーの守備隊を助け、4月27日のリッジフィールドの戦いでイギリス軍と戦った。ウースターはリッジフィールドで負傷し、5日後にダンベリーで亡くなった。
2年後の1779年2月26日、イギリス軍がグリニッジを襲撃し、その前夜にナップの酒場に泊まっていたイズラエル・パットナム将軍が馬を駆ってスタンフォードの住民に急報した。パットナムはイギリス兵に銃で撃たれたが、逃れることができた。被っていた帽子には銃弾で穴が開き、現在グリニッジのナッブの酒場に展示されている。
1779年夏、ウィリアム・トライアン将軍がアメリカ側に懲罰を与えるために、約2,600名の部隊を率い、コネチカット海岸の市民を標的に攻撃した。7月5日にニューヘイブンを襲撃し、7日にはフェアフィールドを攻撃して焼いた。7月10日にノーウォークを襲撃し、11日に町を焼いた。ノーウォークの民兵隊指揮官スティーブン・ベッツ大尉が侵略軍に対抗したが、勢力に勝るイギリス軍に圧倒され、退却を余儀なくされた。
フェアフィールド郡と隣のリッチフィールド郡ではデイビッド・シャーマン・ボードマン（1786年-1864年）が著名な弁護士かつ判事だった。
1801年10月7日、ダンベリー・バプテスト協会のネレマイア・ドッジなど会員が、当時のアメリカ合衆国大統領トーマス・ジェファーソンに手紙を書き、コネチカット州ではバプテストとして信教の自由を表明できないという心配事を伝えた。コネチカット州は、バブテスト教会が州内に設立される前に、「昔の勅許」を得ていた。1802年1月1日、ジェファーソンはドッジ達に返書を送り、「国教分離の壁」が彼等を守ってくれると考えていることを伝えた。このジェファーソンの手紙に記された良く知られた言葉は、アメリカ合衆国憲法修正第1条にも、その後の修正条項にも出てこない。
フェアフィールド郡はニューヨーク大都市圏の延長にあると見られることが多いが、その領域にも多くの産業がある。工作機械のメーカー、ブリッジポート・マシーンズは1938年にブリッジポートで設立された。スタンフォードは郊外都市の外れにある例であり、多くの大規模かつ重要な会社が事務所を置き、ニューヨーク大都市圏に近いことの恩恵を受けている。
1920年代を頂点として、クー・クラックス・クランは郡内で活動し、その政治に影響を与えた。ダリエンで最も活発に活動した。その後は消滅した。
フェアフィールド郡は州内他の7郡と同時に、1960年10月1日に執行された州法に従い、郡政府を廃止した。

## 政府と市民サービス
1960年から州内の郡は郡政府を持っていない。フェアフィールド郡という名前は地理的な区域としてのみ参照される。市民サービスは町が行い、特定資源は区割りの調整によって共有されることもある。1つの町を越えた問題であるインフラ、土地利用、経済開発などは、各町を調整する地域機関が設立されてきた。フェアフィールド郡内の地域機関として次のものがある。
- グレーター・ブリッジポート[12]
- サウスウェスタン[13]
- ザ・バレー[14]、一部はニューヘイブン郡も入る
- フーサトニック・バレー[15]、一部はリッチフィールド郡も入る

### 旧郡庁舎などの施設
旧郡庁舎などの施設は州や地方機関が利用している。次のものがある。
- ブリッジポートにあるフェアフィールド郡監獄、現在も囚人を収容している
- ブリッジポートとダンベリーにあるフェアフィールド郡庁舎、郡の司法に関わる需要に対応し、2000年12月までは副保安官事務所もあった。現在もフェアフィールド郡庁舎と表示されている

### 警察機能
旧郡内の警察機能は各町の警察署が担当する。シャーマンのような人口が少ない地域では、主にコネチカット州警察が担当する。2000年以前は、令状の執行、囚人の移送、裁判所の安全保障、廷吏、郡と州の執行のために郡保安官部が存在していた。これらの機能は現在コネチカット州マーシャル・システムに肩代わりされている。
郡内の幾つかの町は郡保安官部廃止の穴を埋めるために保安官部を維持している。シェルトン町では町内での令状執行のためにシェルトン保安官部を作った。

### 司法
フェアフィールド郡領域内に3つの司法地区がある。ダンベリー、スタンフォード・ノーウォーク、フェアフィールドの3地区である。各地区はそれぞれ上級裁判所を持っている。各地区には、軽犯罪、小さな訴訟、交通違反などを扱う地方裁判所が1つ以上ある。

### 消防
消防機能は各町で担当している。幾つかの町は消防地区を決めてその部分を担当させている。

### 教育
教育は町政府によって管轄されている。例外はレディングとイーストンの町であり、共同で地域教育学区を構成している。

## 政治
| 年     | 共和党        | 民主党        |
| ------ | ------------- | ------------- |
| 2012年 | 44.2% 175,168 | 54.9% 217,294 |
| 2008年 | 40.5% 167,736 | 58.7% 242,936 |
| 2004年 | 47.3% 189,605 | 51.4% 205,902 |
| 2000年 | 43.1% 159,659 | 52.3% 193,769 |
| 1996年 | 41.4% 144,632 | 48.9% 172,337 |
| 1992年 | 42.8% 175,158 | 39.1% 160,202 |
| 1988年 | 59.0% 221,316 | 39.9% 149,630 |
| 1984年 | 65.8% 257,319 | 33.8% 132,253 |
| 1980年 | 54.9% 201,997 | 33.7% 124,074 |
| 1976年 | 58.1% 209,458 | 41.2% 148,353 |
| 1972年 | 64.0% 233,188 | 34.3% 125,128 |
| 1968年 | 51.8% 173,108 | 41.7% 139,364 |
| 1964年 | 39.2% 125,576 | 60.8% 194,782 |
| 1960年 | 53.4% 167,778 | 46.6% 146,442 |

## 地理
アメリカ合衆国国勢調査局に拠れば、郡域全面積は836.96平方マイル (2,167.7 km2)であり、このうち陸地625.80平方マイル (1,620.8 km2)、水域は211.15平方マイル (546.9 km2)で水域率は25.23%である。
地形は海岸部近くの平坦なところから、北郡境近くの丘陵部まで高度を上げている。郡内最高地点はブランチヒルの南シャーマン町内のニューヨーク州境にあり、標高は 1,290 フィート (393 m) である。最低地点は海面である。
アパラチア山脈内のタコニック山地とバークシャー山地が郡内を通っている。タコニック山地はリッジフィールド近くに始まり、バークシャー山地はトランブル近くに始まる。どちらも北のリッチフィールド郡とその先に続いている。タコニック山地の一部はグリニッジとスタンフォードの田園部も通り、北のニューヨーク州ウエストチェスター郡に入ってから郡内リッジフィールドに戻っている。アパラチアン・トレイルの小部分が郡内を通っている。このトレイルはコネチカット州最北部、人口の少ないシャーマン町で州内に入り、東のリッチフィールド郡を通る。州内にあるアパラチアン・トレイルはほとんどリッチフィールド郡内にある。
グリニッジとノーススタンフォードを通るタコニック山地は、アパラチア山脈の中で最も海岸に近い部分である。

### 水域
1684年にニューヨークとの間に結ばれた合意により、フェアフィールド郡境はニューヨーク州のハドソン川の東20マイル (32 km) と規定され、南はロングアイランド湾のロングアイランドまでの中間とされた。ニューヘイブン郡との東側境はフーサトニック川の中央とされ、ストラットフォードに属する幾つかの島が例外とされた。ロングアイランド湾の水深は60フィート (18 m) ないし120フィート (37 m) である。
郡内を流れる川として、バイラム川、フーサトニック川、マイアナス川、ミル川、ノーウォーク川、ペコノック川、リッポワム川、ソーガタック川がある。

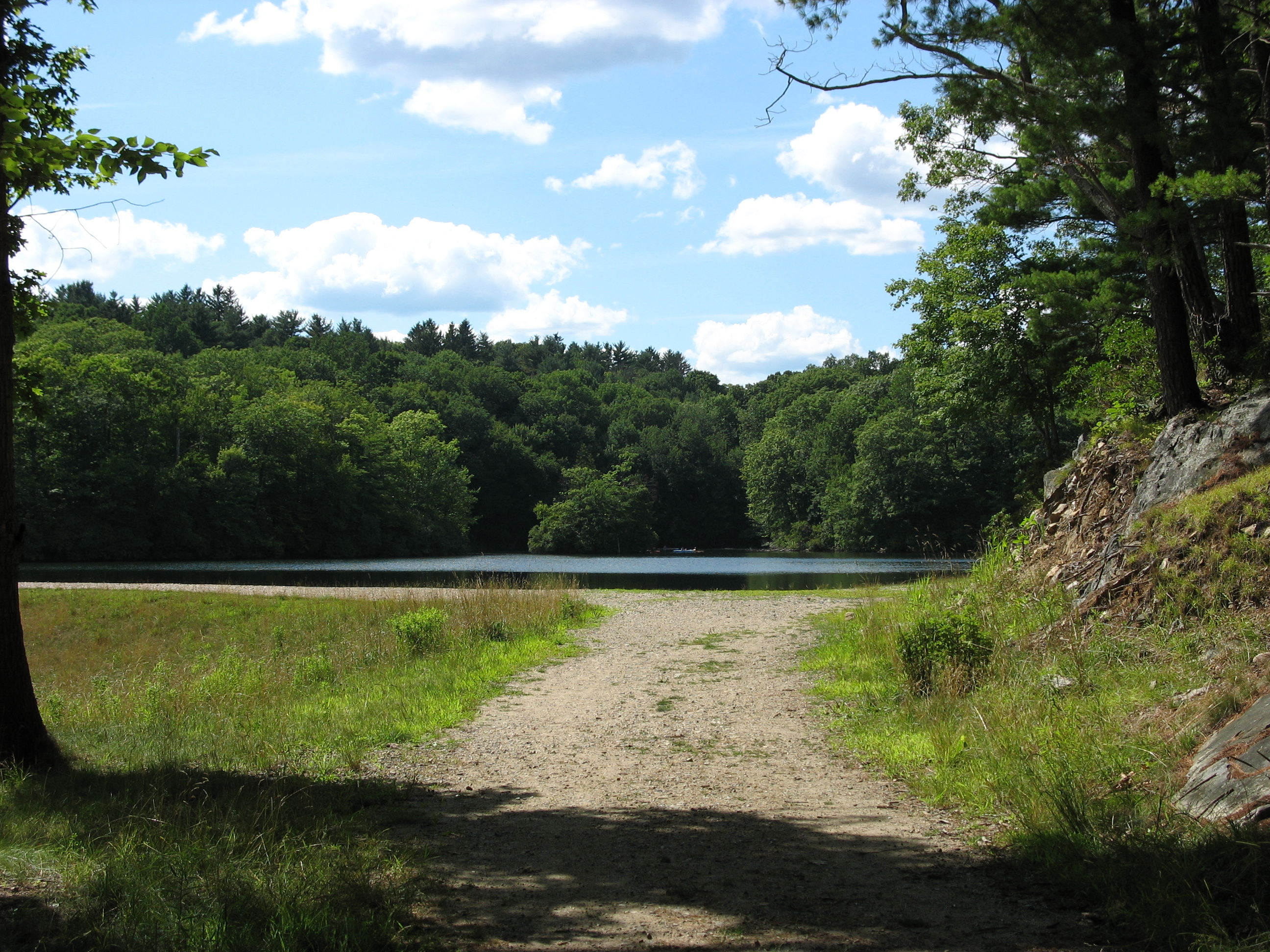
ハンティントン州立公園、原生地を2マイル横切っている

### 交通

#### 公共交通機関
州間高速道路95号線とメリット・パークウェイが次第に混雑するようになり、州当局は大量輸送機関利用を呼びかけて幹線道路の負荷を緩和しようとしている。
スタンフォード、ブリッジポートなど鉄道駅近くに新しいオフィスビルが集中し、鉄道による通勤を可能にしている。ロイヤルバンク・オブ・スコットランドがスタンフォード中心街に新しいアメリカ本社ビルを建設した理由にスタンフォードのメトロノース鉄道駅に近いことを挙げている。この高層ビルの建設は2006年遅くに始められた。

#### 空港
郡内には、ストラットフォードのイーゴリ・I・シコルスキー記念空港とダンベリーのダンベリー市民空港という2つの地域空港がある。近隣にはブラッドレー国際空港、ジョン・F・ケネディ国際空港、ラガーディア空港、ニューアーク・リバティ国際空港、ウェストチェスター・カウンティ空港、ツイード・ニューヘイブン地域空港など大型の空港がある。

#### バス
コネチカット交通のスタンフォード部門が地元と郡南部への都市間バス便を運行している。ノーウォーク交通地区はノーウォーク市内と郡南中部を担当している。グレーター・ブリッジポート交通局はブリッジポート市内と郡東部を担当している。フーサトニック地域交通はダンベリー市内と郡北部を担当している。

#### フェリー
ブリッジポート・アンド・ポート・ジェファーソン・フェリーが、ブリッジポートからロングアイランド湾をわたり、ニューヨーク州ポート・ジェファーソンまで、旅客と自動車のフェリーを運航している。
スタンフォード発着のフェリーも検討中である。

#### 鉄道
郡内では通勤鉄道が最も重要な交通手段であり、ニューヨーク市のグランド・セントラル駅まで効率よく通勤客を運んでいる。メトロノース鉄道のニューヘイブン線が使われ、海岸線の全ての町に最低1つの駅がある。これに接続する線として、スタンフォードからニューカナーンまでのニューカナーン支線、サウスノーウォークからダンベリーまでのダンベリー支線がある。ニューヨーク市からスタンフォードまで急行で45分の通勤時間である。
2005年と2006年の州議会でメトロノース鉄道のニューヘイブン線および支線に使われる客車343両の更新のために大型予算が組まれた。2010年から月に10両のわりで、製造から30年経過した車両を新車両に置き換えた。
ブリッジポートとスタンフォードにはアムトラックの列車も停車する。ボストンからバージニア州ニューポートニューズに走る「リージョナル・ノースイースト列車」をかなりの乗客が利用している。この列車は州内でニューヘイブン、ニューロンドン、ミスティックにも停車している。

#### 主要高規格道路

##### ボストン・ポスト道路
アメリカ国道1号線は郡内を通る最古の東西方向路であり、海岸線の全ての市町を抜けている。その全長で様々な名前で呼ばれているが、最もよく呼ばれる名前が「ボストン・ポスト道路」あるいは単純に「ポスト道路」である。西から東に行くに連れて緯度が上がっていく。よって1号線の西は「南」であり、1号線の東は「北」と指定されている。
グリニッジではパットナム・アベニューと呼ばれている。スタンフォードではメインストリートあるいはトレッサー・ブールバードと呼ばれる。ダリエンではボストン・ポスト道路あるいはポスト道路である。ノーウォークでは、西部でコネチカット・アベニュー、東部でウェストポート・アベニューとなる。ウェストポートでは、ノーウォーク市境からポスト道路西となり、ソーガタック川を越えてからフェアフィールドに入るまでポスト道路東である。フェアフィールドでは再度ボストン・ポスト道路あるいはポスト道路となる。ブリッジポートでは西部でキングス・ハイウェイ、中央部でノース・アベニュー、東部でボストン・アベニューとなる。最後のストラットフォードではバーナム・アベニューとなる。

##### 州間高速道路95号線
州間高速道路95号線の西部はコネチカット・ターンパイクあるいはガバナー・ジョン・デイビス・ターンパイクと呼ばれ、国道1号線と平行に州内を通っている。通常は "I-95" と呼ばれることが多い。郡内は6車線（一部8車線）である。1958年に完成した。朝夕のラッシュアワーは渋滞が激しい。
ゴールドコーストの地価は高いので、議会はこの道路の拡張が経済的に引き合うとは考えていない。ただしある入口から次の出口まで、4番目の車線が加えられているところがある。

##### メリット・パークウェイ
メリット・パークウェイは「ザ・メリット」あるいはコネチカット州道15号線とも呼ばれ、I-95の数マイル北を東西に走る、トラックの通れない景観道路である。ニューヨーク州境から入ってハッチンソン川パークウェイとなり、イーゴリ・I・シコルスキー記念橋を越えてウィルバー・クロス・パークウェイとなり、ニューヘイブン郡境に至る。
ノーウォークにあるメリット・パークウェイと州道7号線のインターチェンジは2000年に完成した。この工事は歴史あるメリット・パークウェイ橋に関する保護主義者が訴訟に持ち込み勝訴した。この道路はナショナル・シーニックバイウェイであり、アメリカ合衆国国家歴史登録財にも指定されている。

##### 州間高速道路84号線
州間高速道路84号線はダンベリーを通っており、ウォーターベリーとの間は6車線に拡張される予定である。この拡幅は84号線を通るるドライバーだけでなく、混雑の激しい95号線を緩和させるメリットがある。この道路は95号線より山側を通っているので、重たいトラックは避ける傾向にある。

##### アメリカ国道7号線
アメリカ国道7号線はノーウォーク中央の州間高速道路95号線を南の起点とし、北のウィルトン、リッジフィールド、ダンベリーを抜けていく。ダンベリーとノーウォークの大半ではハイウェイだが、ウィルトンとノーウォークの市境からダンベリーまでは4車線道路である。ウィルトンとリッジフィールド住民から全線を自動車専用道にすることには反対の声が出ている。賛否両論の妥協案として、コネチカット州交通省は、既存の2車線部分を4車線に格上げし、一部には中央分離帯を設けている。またブルックフィールド周辺では2車線の7号線をバイパスさせている。町の当局は以前から中心部の交通を緩和させる道路を支持している。

##### コネチカット州道8号線
コネチカット州道8号線はブリッジポート中心街の州間高速道路95号線から、州道25号線と共に北上する。ブリッジポートとトランブルの市境で25号線と分かれ、トランブルの南東とシェルトンを過ぎ、ノーガタック川バレーにある幾つかの町を過ぎてウォーターベリーとその先に伸びている。この道路の建設によってシェルトンでの企業団地の創設や、ザ・バレーの中での住宅建設が促進された。

##### コネチカット州道25号線
コネチカット州道25号線はブリッジポート中心街の州間高速道路95号線から、州道8号線と共に北上する。ブリッジポートとトランブルの市境で8号線と分かれ、トランブルに入る。トランブルの北で自動車専用道ではなくなるが、モンロー、ニュータウン、ブルックフィールドまで伸びている。

### 隣接する郡
- リッチフィールド郡 - 北
- ニューヘイブン郡 - 東
- ウエストチェスター郡 (ニューヨーク州) - 南西
- パットナム郡 (ニューヨーク州) - 西
- ダッチェス郡 (ニューヨーク州) - 北西

### 国立保護地域
- スチュワート・B・マッキニー国立野生生物保護区（部分）
- ウェア農場国立歴史史跡

## 経済
1960年代後半から1970年代前半、マンハッタンにあった企業がフェアフィールド郡にその本社を移し始めた。「ニューヨーク・タイムズ」のトマス・J・ルークは、この傾向を「ニューヨーク地域大企業の恒久的な脱中心化」と呼んだ。1980年代、多くの企業買収と再編成、さらに経済不況によって、フェアフィールド郡郊外部のオフィススペースの多くを空室にさせた。1992年、郡内には25以上の多国籍企業の本社があり、国内ではニューヨーク市とシカゴ市に次ぐ存在になった。
近年のフェアフィールド郡は、ブリッジウォーター・アソシエイツ、アラディン・キャピタル・マネジメント、SACキャピタル・アドバイザーズなど投資管理会社が集中し、「ヘッジファンド・ゲットー」の異名もある。

## 人口動態
以下は2000年国勢調査による人口統計データである。
| 基礎データ - 人口: 882,567人 - 世帯数: 324,232 世帯 - 家族数: 228,259 家族 - 人口密度: 545人/km2（1,410人/mi2） - 住居数: 339,466 軒 - 住居密度: 209軒/km2（542軒/mi2） 人種別人口構成（2008年時点） - 白人: 79.31% - アフリカン・アメリカン: 10.01% - ネイティブ・アメリカン: 0.20% - アジア人: 3.25% - 太平洋諸島系: 0.04% - その他の人種: 4.70% - 混血: 2.49% - ヒスパニック・ラテン系: 11.88% 先祖による構成 - イタリア系：17.6% - アイルランド系：12.4% - ドイツ系：6.5% - イギリス系：6.4% 言語による構成 - 英語：76.2% - スペイン語：11.0% - ポルトガル語：2.0% - イタリア語：1.7% - フランス語：1.1% | 年齢別人口構成 - 18歳未満: 25.6% - 18-24歳: 7.0% - 25-44歳: 30.9% - 45-64歳: 23.3% - 65歳以上: 13.3% - 年齢の中央値: 37歳 - 性比（女性100人あたり男性の人口） - 総人口: 93.4 - 18歳以上: 89.6 世帯と家族（対世帯数） - 18歳未満の子供がいる: 34.2% - 結婚・同居している夫婦: 55.5% - 未婚・離婚・死別女性が世帯主: 11.5% - 非家族世帯: 29.6% - 単身世帯: 24.0% - 65歳以上の老人1人暮らし: 9.4% - 平均構成人数 - 世帯: 2.67人 - 家族: 3.18人 収入と家計 - 収入の中央値 - 世帯: 65,249米ドル - 家族: 77,690米ドル - 性別 - 男性: 51,996米ドル - 女性: 37,108米ドル - 人口1人あたり収入: 38,350米ドル - 貧困線以下 - 対人口: 6.9% - 対家族数: 5.0% - 18歳未満: 8.3% - 65歳以上: 6.6% |

人口は近年幾らか増加する傾向にある。
2000年時点で、信徒数最大の宗派はカトリックの433,832人、次いでメインライン・プロテスタントが95,244人だった。ユダヤ教徒も38,800人いた。

## 都市と町

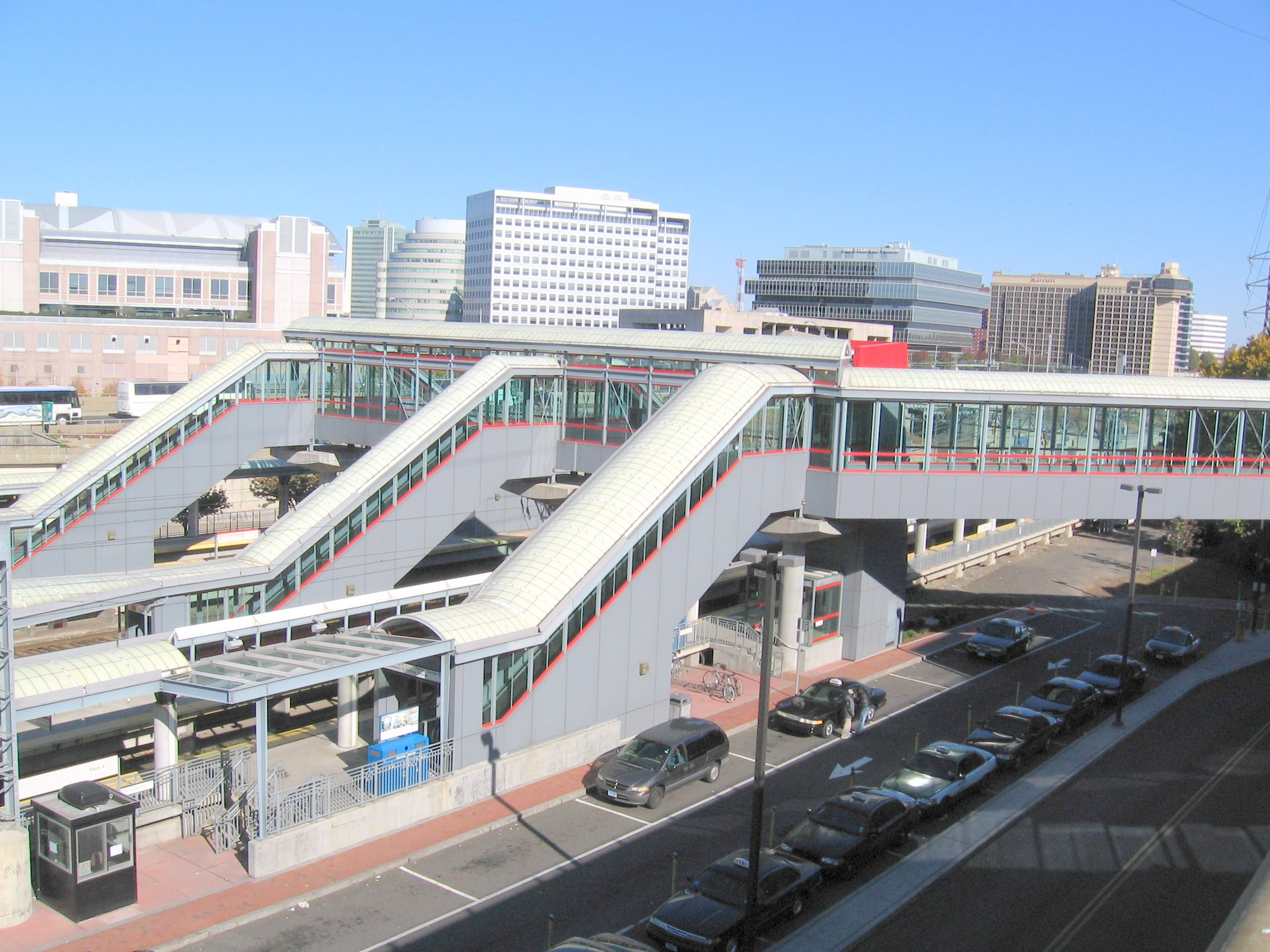
スタンフォード中心街

村は町の中に挙げているが、町とは別の法人化された存在ではない。
| - ベセル町 - ストーニーヒル - ブリッジポート市、元郡庁所在地 - ベアズリー - ブラックロック - グロバーヒル - P・T・バーナム - ブロードブリッジ - ブルックローン - ダウンタウン - イーストエンド - イーストサイド - ホロー - レイクフォレスト - リトルイタリー - ミルヒル - ニューフィールド - ノースブリッジポート - ノースエンド - トランブルガーデンズ - オックスヒル - サウスエンド - マリーナビレッジ - ブリッジポート大学キャンパス - シーサイドパーク - スティールポイント - サクセス - ウェストサイド - ブルックフィールド町 - ダンベリー市 - ジャーマンタウン - ミルプレーン - リトルブラジル - ダリエン町 - ダリエン - ノロトン - ノロトンハイツ - トケネケ - イーストン町 - アスペタック - スポートヒル - フェアフィールド町 - フェアフィールドセンター - ブルックローン - サウスポート - ストラットフィールド - グリーンフィールドヒル - タンクシスヒル - グリニッジ町 - グリニッジ - グレンビル - バイラム - チカホミニー - コスコブ - ミルブルック - サウンドビーチ - オールドグリニッジ - リバーサイド - バックカントリー - ラウンドヒル - ベルヘイブン - ミアナス |  | - モンロー町 - モンローセンター - ステップニー - アッパーステップニー - スティーブンソン - ニューカナーン町 - ニューカナーンセンター - シルバーマイン（部分） - ニューフェアフィールド町 - ビゲローコーナーズ - キャンドルウッドコーナーズ - ニュータウン町 - バークシャー - サンディフック - ニュータウン・ボロ - ドッジングタウン - ボッツフォード - ホーリービル - ハッタータウン - パレスタイン - ノーウォーク市 - セントラルノーウォーク - クランベリー - イーストノーウォーク - ロウェイトン - シルバーマイン（部分） - サウスノーウォーク - スプリングヒル - ウォールストリート - ウェストノーウォーク - レディング町 - ジョージタウン（部分） - レディングリッジ - ウェストレディング - ファイブポインツ - リッジフィールド町 - ブランチビル - リッジベリー - シェルトン市 - ダウンタウン - ハンティントン - ホワイトヒルズ - パインロックパーク - ロングヒル - シャーマン町 |  | - スタンフォード市 - ベルタウン - ダウンタウン - ザ・コーブ - グレンブルック - ニューフィールド - ノーススタンフォード - ロングリッジ - イーストサイド - シッパン - ハーバーポイント - シッパンポイント - ブルズヘッド - スプリングデール - ウッドサイド - サウスエンド - ターノブリバー - ウェストサイド - リッチモンドヒル - ロクサベリー - ウェストーバー - ストラットフォード - ストラットフォードセンター - ホーリーレーン - ロードシップ - パラダイスグリーン - パットニー - オロノク - サクセスヒル - トランブル町 - チェスナットヒル - ダニエルズファーム - ロングヒル - ニコルズ - タシュア - トランブルセンター - ウェストン町 - ジョージタウン（部分） - ウェストポート町 - グリーンズファームズ - ソーガタック - ウィルトン町 - キャノンデール - ジョージタウン（部分） - シルバーマイン（部分） |

### 廃村
郡内にはプレジャービーチやカティズアイランドなどの登録廃村があり、その数は州内で最も多い。

## 大都市圏
アメリカ合衆国行政管理予算局がフェアフィールド郡をブリッジポート・スタンフォード・ノーウォーク大都市圏に指定している。2012年7月1日時点で、アメリカ合衆国国勢調査局はこの都市圏を人口で国内第57位に挙げている。
行政管理予算局はさらにこの大都市圏をニューヨーク・ニューアーク・ブリッジポート広域都市圏の構成要素に指定した。この広域都市圏はその人口で国内最大である。

## 病院
- ブリッジポート病院
- ダンベリー病院
- グリニッジ病院
- ノーウォーク病院
- セントビンセント医療センター、ブリッジポート
- スタンフォード病院

## スポーツ
マイナーリーグのスポーツチームとして、エルミラ・ジャッカルズ傘下のダンベリー・ウェーラーズ（フェデラル・ホッケーリーグ、クラスA）、野球の独立アトランティック・リーグに属するブリッジポート・ブルーフィッシュ、ニューヨーク・アイランダース傘下のアメリカン・ホッケー・リーグのブリッジポートサウンド・タイガースがある。
プロスポーツに関して、郡民はニューヨークのチーム（ニューヨーク・ヤンキース、ニューヨーク・メッツ、ニューヨーク・ジャイアンツ、ニューヨーク・アイランダース、ブルックリン・ネッツ、ニューヨーク・レンジャース、ニューヨーク・ニックス、ニューヨーク・ジェッツ、ニューヨーク・レッドブルズ）のファンである。しかし、ニューイングランドの方に親近感を感じる者も多く、ボストンのチーム（ボストン・レッドソックス、ニューイングランド・ペイトリオッツ、ボストン・ブルーインズ、ボストン・セルティックス、ニューイングランド・レボリューション）のファンもいる。

### 郡内の主要メディア

#### 郡全体
- Fairfield County Business Journal
- Fairfield County Weekly's official website

#### 日刊紙

##### 郡内で出版
- The Advocate of Stamford - Stamford edition, published by Southern Connecticut Newspapers Inc., a subsidiary of  the Tribune Company.
- The Advocate of Stamford - Norwalk edition
- Connecticut Post, owned by Media General Group, published in Bridgeport.
- Greenwich Time, published by Southern Connecticut Newspapers Inc., a subsidiary of the Tribune Company.
- The Hour (registration required), controlled by a trust under the ultimate authority of Norwalk Probate Court.
- The News-Times of Danbury, owned by Ottaway Newspapers, a subsidiary of Dow Jones.
- The Fairfield County Business Journal, published by Westfair Communications Inc.
- The Newtown Bee published in the heart of Newtown.

##### 郡外で出版
- The Hartford Courant (occasionally covers Fairfield County; owned by the Tribune Company).
- New York Daily News (occasionally covers Fairfield County).
- New York Post (occasionally covers Fairfield County)
- New York Times (occasionally covers Fairfield County).

#### スペイン語新聞
- El Sol News, countywide, based in Stamford.
- El Canillita, distributed across southwestern Connecticut.
- Pluma Libre, distributed across southwestern Connecticut.

#### 純ローカル
- The Daily Voice

#### 放送メディアとケーブルテレビ
- News 12 Connecticut has studios in Norwalk and covers Fairfield County as well as state wide news from Hartford  http://www.news12.com/CT.

### カレッジ
- Housatonic Community College in Bridgeport http://www.hctc.commnet.edu/index.asp
- University of Bridgeport in Bridgeport https://web.archive.org/web/20060731123410/http://www.bridgeport.edu/pages/1.asp
- コネチカット大学 スタンフォード校 http://www.stamford.uconn.edu/
- Fairfield University in Fairfield http://www.fairfield.edu/
- Norwalk Community College http://www.ncc.commnet.edu/default.asp
- St. Vincent's College in Bridgeport http://www.stvincentscollege.edu/
- Sacred Heart University in Fairfield http://www.sacredheart.edu/
- Western Connecticut State University in Danbury http://www.wcsu.edu/

### 文化と芸術

#### 音楽: オーケストラ
- Greater Bridgeport Symphony. Founded in 1945, its concerts are held at Klein Memorial Auditorium in Bridgeport. The orchestra offers a free outdoors pops concert in the summer at Fairfield University. Gustav Meier has been with the GBSO for 41 years.
- Connecticut Grand Opera, a not-for-profit, professional opera company founded in 1993 and based in Stamford, where it  performs at the Palace Theatre. On its web site, the CGO claims to offer "the most ambitious opera season of any company between New York and Boston."
- Danbury Symphony Orchestra. This orchestra does not have its own Web site and only part of a web page at the Danbury Music Center web site is devoted to it.
- Greenwich Symphony Orchestra. Begun in 1958 as the Greenwich Philharmonia, the orchestra has grown to 90 members who perform at the Dickerman Hollister Auditorium at Greenwich High School. It also performs a pops concert in the summer. David Gilbert has been music director and conductor since 1975.
- Norwalk Symphony Orchestra. Its concerts take place in a graceful, large "Norwalk Concert Hall" auditorium of Norwalk City Hall. Founded in 1939, the NSO remained primarily a community orchestra of volunteers. In 1956, the Norwalk Youth Symphony was created, and younger musicians often were invited to be part of the orchestra. Diane Wittry has been music director and conductor since 2002. For the past eight years she has held the same title at the Allentown Symphony Orchestra in Pennsylvania.
- Ridgefield Symphony Orchestra Annually, the RSO presents four subscription concerts at the Anne S. Richardson Auditorium at Ridgefield High School, and two chamber music concerts at the Ridgefield Playhouse for the Performing Arts (only one is scheduled in the 2006-07 season), along with an annual "family concert" and performances in Ridgefield schools.
- Stamford Symphony Orchestra The SSO typically gives five pairs of classical concerts and three pops concerts a season at the 1,586-seat Palace Theatre. It also performs a concet for elementary school students and a family concert series.
- Western Connecticut Youth Orchestra, a not-for-profit organization providing talented young musicians in the Fairfield County and Upper Westchester County areas with a classical symphony experience.

#### その他の音楽と芸術の行事
- The Barnum Festival has been held in the Spring in Bridgeport since 1949 to raise money for charity.
- The Connecticut Film Festival is held in the Spring in Danbury.
- The Fairfield County Freestyle Championships are generally held once a semester on the campus of Sacred Heart University.  This event showcases the best freestyle dancers and rappers that live, work, or go to school in Fairfield County.  The event is sponsored by the SHU Freestyle Club.
- The Gathering of the Vibes musical event has been held in Bridgeport's Seaside Park in 1999, 2000, 2007, and again in 2008.
- Musicals at Richter, held every summer in Danbury, is Connecticut's longest running outdoor theater
- The Norwalk Oyster Festival is an annual fair in the city of Norwalk that features craft vendors and live music performances. The festival takes place on the first weekend after Labor Day in Veterans Park, near Long Island Sound.

### 観光
- Coastal Fairfield County Convention and Visitors Bureau serves Stamford, Norwalk, Bridgeport, and Shelton and the towns of Greenwich, Darien, New Canaan, Wilton, Westport, Weston, Fairfield, Easton, Monroe, Stratford, and Trumbull.
- Northwest Connecticut Convention and Visitors Bureau, serves Litchfield County and communities in northern Fairfield County.  In Fairfield County it serves Ridgefield, Redding, Newtown, Bethel, Brookfield, Danbury, Sherman, and New Fairfield.

### 事業団体
- Business Council of Fairfield County

座標: 北緯41度14分 西経73度22分 / 北緯41.23度 西経73.37度